# Хомкин, Александр Львович
Александр Львович Хомкин (15.04.1945 — 15.10.2022) — российский учёный в области физики плазмы и теплофизики, доктор физико-математических наук, профессор.
Окончил Физфак МГУ (1969).
Работал в Объединённом институте высоких температур (ОИВТ): младший, старший научный сотрудник в Теоретическом отделе им. Л. М. Бибермана, с 1989 по 2006 год учёный секретарь, с 1999 по 2006 год заместитель председателя Совета директоров ОИВТ, с 2006 г. старший научный сотрудник Теоретического отдела им. Л. М. Бибермана.
Диссертации:
- Теоретическое исследование термодинамических свойств и электропроводности слабонеидеальной атомарной плазмы : диссертация … кандидата физико-математических наук : 01.04.08. — Москва, 1977. — 132 с. : ил.
- Теоретическое исследование термодинамических свойств, состава и кинетических характеристик плотной атомарной и атомарно-молекулярной плазмы : диссертация … доктора физико-математических наук : 01.04.08. — Москва, 1995. — 321 с.

Автор более 40 научных работ в области физики плазмы, физики подводных искровых разрядов, теплофизики конденсированного состояния веществ при экстремальных воздействиях. Совместно с В. С. Воробьёвым предложил каноническое преобразование для низкотемпературной плазмы, которое нашло применение в квантовой хромодинамике кварков. Распространил концепцию энергии сцепления атомов (cohesive energy) на жидкие и разреженные металлы, что позволило рассчитать параметры критических точек практически всех металлов. Предложил новую научную концепцию электронного желе для описания экспериментально наблюдаемого процесса металлизации в парах металлов и в инертных газах.
Сочинения:
- В. С. Воробьев, А. Л. Хомкин, «Метод канонического преобразования в термодинамике частично ионизованной плазмы», ТМФ, 8:1 (1971), 109—118
- В. С. Воробьев, А. Л. Хомкин, «Особенности дебаевского экранирования и уравнение состояния частично ионизованной плазмы», ТВТ, 10:5 (1972), 939—949
- В. С. Воробьев, А. Л. Хомкин, «К термодинамике кулоновских систем», ТВТ, 14:1 (1976), 204—207
- В. С. Воробьев, А. Л. Хомкин, «Приближение ближайшего соседа в термодинамике кулоновских систем и плазмы», ТМФ, 26:3 (1976), 364—375
- А. Л. Хомкин, «К расчету термодинамических функций, состава и электропроводности плазмы инертных газов», ТВТ, 16:1 (1978), 37-42
- В. С. Воробьев, А. Л. Хомкин, «К теории пробоя молекулярных газов лазерным излучением вблизи металлической поверхности», Квантовая электроника, 11:11 (1984), 2221—2226
- Плазменная частота, параболические траектории и проводимость неидеальной полностью ионизованной плазмы / Александр Львович Хомкин, Алексей Сергеевич Шумихин // Теплофизика высоких температур. — 2020. — Vol. 58, no. 3. — Pp. 323—326.

Жена — Виджи Утами (Ами) Интойо (22.02.1945-07.02.2022), дочь индонезийского поэта Интойо, преподаватель индонезийского языка в МГИМО. Сыновья — Михаил и Константин.